# Ligures
Los ligures (en latín Ligures < *Liguses) fueron un pueblo protohistórico de Europa meridional. Habitaban la región italiana de Liguria en el noroeste italiano y el sudeste francés en Niza (también en la zona geográfica italiana) que corresponde a la antigua Liguria entre los ríos Var y Magra. Probablemente enraizado en el complejo cultural neolítico del Mediterráneo occidental, no está aún esclarecido si se trata de un pueblo preindoeuropeo o no indoeuropeo. Quedan supuestas trazas de su idioma en la toponimia y en la arqueología.

## Etnónimo
Según Plutarco, se nombraban a sí mismos Ambrōnes, lo que significaría «pueblo del agua» (como otro pueblo originario del norte de Europa). La palabra ligur es probablemente de origen griego. Algunos historiadores del siglo XX han estimado en dicho término, la transposición del nombre de un pueblo de Anatolia. Nino Lamboglia ha elaborado la hipótesis de la existencia de una raíz indígena *liga, cuyo significado es «marisma, pantano». Camille Jullian, Pascal Arnaud y Dominique Garcia han sugerido que la palabra proviene del griego lygies, que significaría «muy elevado, sitio encaramado». Ligures significaría entonces «los de más arriba».

## Historia

### Orígenes

Pueblos antiguos de Italia

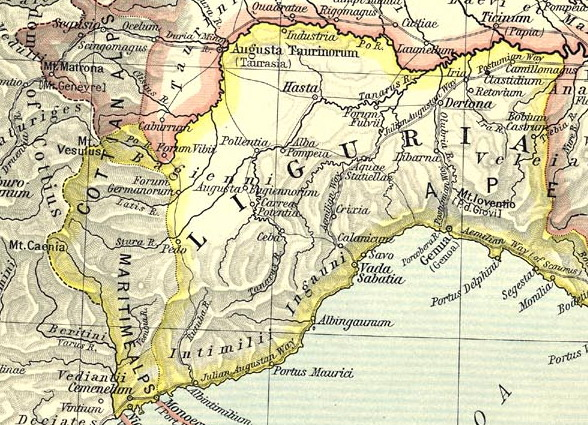
Regio IX Liguria (entre los ríos Var y Magra), en la época augustea.

La región habitada por los ligures conoció la agricultura y la navegación por medio de la cultura de la Cerámica Impreso-Cardial que se extendió en los siglos VI y V a. C. por el Mediterráneo occidental. Si consideramos a los ligures como pueblo preindoeuropeo, en el siglo IV a. C. sus antepasados participaron del rico complejo cultural Chassey-Cortaillod-La Lagozza, que durante un tiempo unió culturalmente el sudeste francés, Suiza occidental y[cita requerida] el norte de Italia, para luego dividirse de nuevo en grupos menores. Las invasiones indoeuropeas del siglo XIII a. C. conquistaron parte de su territorio, aislando a los ligures en la región subalpina (actuales Condado de Niza y Liguria). Posteriormente fueron romanizados.

### Los ligures en las fuentes antiguas
Un fragmento de un texto de los Catálogos de Hesíodo (siglo VIII a. C.), citado por Estrabón, menciona a los ligures entre los tres grandes grupos de pueblos bárbaros, junto a los etíopes y los escitas.
La interpretación más frecuente de este texto es que los ligures controlaban en aquel entonces la extremidad occidental del mundo conocido por los griegos. Este fragmento ha sido considerado válido por H. A. de Jubainville, C. Jullian o más recientemente por G. Barruol, G. Colonna o F. M. Gambari. No obstante, en la actualidad a menudo es considerado como no auténtico, debido al descubrimiento de un papiro egipcio del siglo III d. C. que cita a los libios en vez de a los ligures. Se conjetura que tal vez el papiro contiene error de transcripción.
Rufo Festo Avieno, en su traducción al latín de un antiguo relato de viajes, probablemente masaliota[cita requerida], datado a finales del siglo VI a. C., indica que los ligures antiguamente se habrían extendido hasta el mar del Norte, antes de ser rechazados (o asimilados) por los celtas[cita requerida] hasta los Alpes. Avieno sitúa también Agde en el límite del territorio de los ligures y el de los iberos.[cita requerida]
Según los fragmentos citados por Esteban de Bizancio de Hecateo de Mileto en su Europa presentaba a fines del siglo VI a. C. a Marsella como una población de Ligística y a los elísicos como a una tribu ligur.[cita requerida]
El Periplo de Pseudo-Escílax, escrito entre finales del siglo VI a. C. y el IV a. C., da las siguientes indicaciones: 

III. Ligures e iberos. Después de los iberos, habitan los ligures y los iberos mezclados hasta el Ródano. La navegación desde Ampurias hasta el Ródano era de dos días y una noche.
 IV. Ligures. Más allá del Ródano siguiendo a los ligures hasta Antión. En esta región se encuentra la ciudad romana de Massalia con su puerto.

El Pseudo Escimno, basado en fuentes del siglo IV a. C., describe la Liguria como une región costera entre Emporion y la zona de poblamiento de los tirrenos. También afirma que los celtas eran el pueblo más grande de Occidente.[cita requerida]
Aristóteles (siglo IV a. C.), situaba en sus Meteorológicas el curso subterráneo del Ródano cerca de Bellegarde-sur-Valserine, en Liguria[cita requerida]. Según Heródoto, los ligures controlaban el Mediterráneo occidental.
Fueron localizados por los autores latinos en la región italiana de Liguria en el noroeste italiano y los Alpes Marítimos (también en la zona geográfica italiana) que corresponde a la antigua Liguria entre los ríos Var y Magra. Afirman que incluso habrían ocupado un territorio mucho mayor: en Italia (Piamonte, Toscana, Umbría y el Lacio), hacia el oeste en el Languedoc[cita requerida], incluso en la península ibérica.
La República romana entró en contacto de forma hostil con los ligures después de la primera guerra púnica y desde su implantación en el norte de Italia. El historiador romano Floro describe así al pueblo que combatían los romanos durante la guerra de los ligures (239-173 a. C.): 

Los ligures, acuartelados en el fondo de los Alpes, entre los ríos Var y Magra, y escondidos en medio de los matorrales, eran más difíciles de encontrar que de vencer. Con la seguridad que les proporcionaban sus retiradas del campo de batalla y por su prontitud en huir, esta raza infatigable y ágil, se entregaba más bien al bandolerismo que a la guerra.  ; finalmente, Quinto Fulvio Flaco rodeó sus guaridas con vastos incendios; Lucio Bebio Dívite los hizo descender al la llanura, y Postumio los desarmó totalmente de manera que sólo los dejó con herramientas de hierro para cultivar la tierra.
Lucio Anneo Floro, Compendio de la Historia Romana ii.3 LibroII en (francés)

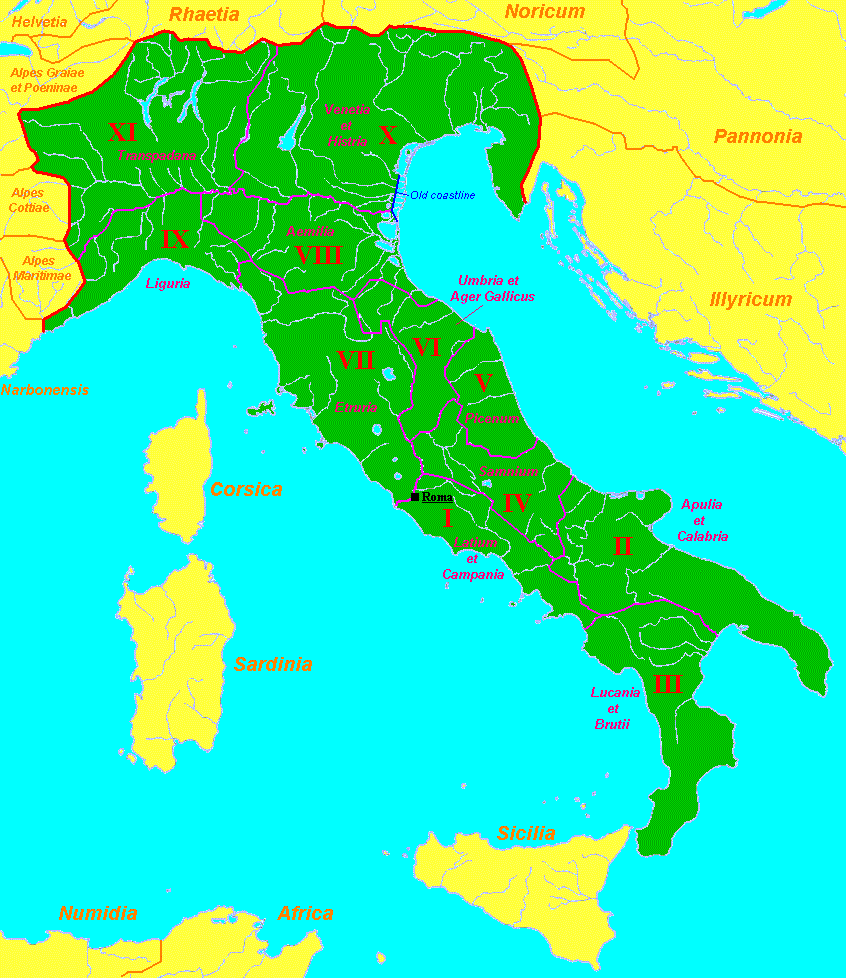
Italia romana.

Tito Livio refiere que hacia el año 189 a C., los ligures infligieron un revés militar a la legión romana de Lucio Bebio que se rindió en Hispania.
Salustio y Plutarco relatan que durante la guerra de Yugurta (de 112 a 105 a C.) y la guerra cimbria (de 104 a. C. a 101 a. C) los ligures sirvieron de tropas auxiliares en el ejército romano. En el trascurso de este último conflicto jugaron un importante papel en la batalla de Aquae Sextae.
En el año 49 a. C. los Ligures, a través de la Lex Roscia, y al igual que todos los demás pueblos del 
norte de Italia, obtuvieron la plena ciudadanía romana; mientras, en el año 42 a. C, por voluntad de Julio César, la tierra de los ligures, junto a los demás territorios del del norte de Italia, fue definitivamente y jurídicamente anexada al territorio de la Italia romana.

## Ejército
Diodoro Sículo describe a los ligures como enemigos muy temibles: a pesar de no ser particularmente impresionantes desde el punto de vista físico, su fuerza y tenacidad los hace los guerreros más peligrosos. Como prueba de esto, los guerreros ligures eran muy apreciados como mercenarios y muchas potencias mediterráneas, como Cartago y Siracusa, fueron a Liguria a reclutar ejércitos para sus expediciones (por ejemplo, las tropas de élite de Aníbal estuvieron formadas por un contingente de Ligures).

### Táctica, tipos de unidad y equipamiento
El armamento variaba según a qué clase perteneciera el dueño, en general la mayoría de los guerreros pertencecía a la infantería ligera, pobremente armada. El arma principal era la lanza, con cúspides que podían superar un codo (aproximadamente 45 cm), seguida por la espada, de forma gala (a veces barata por estar hecha con metales blandos)[cita requerida], muy raramente los guerreros estuvieron equipados con lazos y flechas.
La protección estaba confiada a un escudo de madera, siempre de tipología celta (pero a diferencia de este último sin un elemento metálico) y un casco sencillo, de tipo Montefortino.[cita requerida]
Los cascos cornudos, recuperados en el área de la tribu de los Apuanos, eran utilizados solo con propósitos ceremoniales: el guerrero lo llevaba para subrayar su virilidad y sus habilidades militares. El uso de la armadura no era conocido: la del guerrero sentado del sitio de Roquepertuse parece, por el desgaste, una armadura de cuero, a pesar de que la estatua es atribuible al siglo V d. C. Y la armadura quizás se utilizó solamente en este periodo. Incluso es posible que los guerreros más ricos poseyeran armadura de material orgánico como los Galos[cita requerida] o linothorax como los griegos.
La infantería era válida para el combate a distancia como peltasta, pero podía luchar mano a mano cuando era necesario.

### Caballería

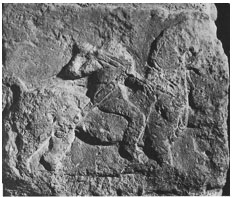
Pilar de Entremont, representando un caballero con una cabeza llevada alrededor del cuello del caballo.

Estrabón y Diodoro Sículo dicen que lucharon casi a pie debido a la naturaleza de su territorio, pero la caballería no fue enteramente desconocida, Estrabón dice que los Salyes, una tribu que localizó al norte de Massalia, tienen una substancial fuerza de caballería, pero estos eran una de las varias tribus celto-ligures, y probablemente la caballería refleja el elemento celta[cita requerida]

### Mercenarios
Los ligures parecen haber estado siempre a punto para comprometer tropas de mercenarios al servicio de otros. Los auxiliares son mencionados en el ejército del general cartaginés Amilcar I en 480 BC. Los dirigentes griegos en Sicilia continuaron reclutando fuerzas de mercenarios ligures del mismo trimestre tan tarde como el tiempo de Agatocles.
El comercio de mercenarios era una forma particular de ingresos: como atestiguan las fuentes griegas y romanas, desde tiempos muy antiguos los ligures habían servido como mercenarios en los ejércitos del Mediterráneo occidental. El alistamiento tenía lugar por contingentes (evidentemente no para soldados individuales) cuando era esencial tener unidades que funcionaran bien. Siglos de experiencias de combate en las guerras con fenicios, etruscos, foceos, romanos y mucho después con germánicos (cimbros y Teutones) proporcionaron a los ligures suficientes habilidades bélicas como para defenderse de las legiones romanas durante casi dos siglos y vender sus habilidades de lucha.

### Piratería
En la antigüedad, una actividad paralela a la navegación era la piratería, y los ligures no eran una excepción. Si lo consideraban apropiado, atacaban y saqueaban los barcos que navegaban por la costa. La cosa no es sorprendente: incluso en la antigüedad la forma más rápida de obtener bienes es robándolos. Después de todo, las continuas incursiones de las tribus ligures en los territorios de los pueblos vecinos están bien documentadas y constituyen una voz importante en su economía. Los Ingauni, una tribu de marineros situada alrededor de Albingaunum (hoy Albenga) fueron famosos por dedicarse al comercio y a la piratería: hostiles a Roma, fueron sometidos por el cónsul Lucio Emilio Paulo Macedónico en el año 181 a. C.

### En el ejército romano
Después de la conquista romana, en el 171-168 algunos de ellos combatieron con romanos contra macedonios, por el tiempo de Cayo Mario, con lo que su presencia se volvió más común en el ejército romano.
Según Plutarco la batalla de Pidna, el enfrentamiento decisivo de la tercera guerra macedónica, empezó por la tarde, para un artificio ingeniado por el cónsul romano L. Emillius Paullus. Para hacer el movimiento de enemigos en batallar primero, empuje antes de un caballo sin riendas los romanos le echaron en contra les, y la búsqueda del caballo empezó el ataque. Según otro teoría, en cambio, los tracios al servicio de los macedonios atacaron a algunos buscadores romanos que se habían aproximado demasiado a las líneas del enemigo, y la respuesta desde allí fue la carga inmediata de 700 auxiliares ligures.
Antes de Pidna los romanos utilizaron a sus auxiliares ligures con el vélites para perseguir a los peltastas.
Salustio y Plutarco dicen que durante la guerra de Jugurta de 112 a 105 ligures, y durante la guerra cimbria de 104 a 101, ligures sirvieron como tropas auxiliares en el ejército romano. En el curso de este último conflicto desempeñaron una función importante en la batalla de Aquae Sextae.

## Idioma

Las lenguas de la península itálica en el En rosa, lenguas de origen no indoeuropeo.

No se posee ningún texto en idioma ligur. Se lo conoce por algunos nombres propios (etnónimos, topónimos, antropónimos) y algunos términos citados en las fuentes antiguas. Heródoto señala que la palabra sigynna significaría «mercader» Según Plinio el Viejo, los ligures llamaban Bodincus al río Po, cuyo significado sería «sin fondo», y el centeno era llamado asia en el idioma de los Taurini.
El ligur tiene similitudes fonéticas a la vez con las lenguas itálicas y las celtas, pero su vocabulario se acerca al celta[cita requerida]. Los etnónimos ligures no tienen, sin embargo, una etimología indoeuropea. Por eso algunos autores como el historiador y celtólogo Henri d'Arbois de Jubainville lo consideran como una lengua indoeuropea. Algunos autores (Benvenuto Terracini, Paul Kretschmer, Hans Krahe), para explicar la presencia de etnónimos no-indoeuropeos, han conjeturado que un pueblo indoeuropeo habría impuesto su dominio a las poblaciones pre-indoeuropeas. En cuanto a Bernard Sergent, considera que el ligur es una lengua celta.
Se atribuye la influencia ligur a los topónimos -ascu, -oscu, -uscu, -incu o -elu. Entre los tipos -ascu, -oscu o -uscu se puede citar a Manosque, Tarascon, Venasque, Artignosc, Branoux, Flayosc, Gréasque, Vilhosc, Chambost, Albiosc, Névache, Grillasca, Palasca, Popolasca, Salasca, Asco en Francia y Benasque, Velasco o Huesca en España. Arlanc, Nonenque y el antiguo nombre de Gap (Vappincum) son del tipo -incu. El tipo -elu está representado por Cemenelum (actual Cimiez).
El estudio de la toponimia ha revelado la presencia de elementos ligures no solamente en el sur de los Alpes y en el noroeste de los Apeninos, sino también en Italia: en el Piamonte, la Toscana, la Umbría, el Lacio, así como en el Languedoc[cita requerida] y en algunas partes de la península ibérica. Es asimismo el caso en el este de Sicilia, en el país de los élimos, en el valle del Ródano[cita requerida] y en Córcega (Grillasca, Palasca, Popolasca, Salasca, Asco).

## Arqueología
En 1927, Joseph Déchelette constató que los túmulos ligures del valle del Ródano son idénticos a los erigidos por los celtas.
En 1955, Jean Jannoray publicó un análisis de las excavaciones del sitio arqueológico de Ensérune, en el que subraya la continuidad de poblamiento de los sitios arqueológicos de la Galia mediterránea y recalca la impotencia de los arqueólogos para identificar las aportaciones propiamente ligures entre los vestigios arqueológicos.
A finales del siglo XX, la arqueología puso en evidencia la iberización progresiva del Rosellón y del Languedoc entre los siglos VII y V a. C., subsiguiente al desarrollo de los intercambios comerciales con el mundo fenicios.

## Interpretaciones
Las indicaciones facilitadas por los autores antiguos en cuanto a la extensión que alcanzaron los ligures en algunas regiones de Francia (Languedoc), de Italia (Toscana, Umbría, Lacio) y de España, parecen confirmadas por el estudio de la onomástica de estas regiones. Incluso la onomástica de Sicilia, del valle del Ródano, de Córcega y de una parte de Cerdeña hacen suponer una presencia ligur.
Sin embargo, Roger Dion ha lanzado la hipótesis en 1959, de que los autores griegos llamaron ligures al conjunto de tribus menos civilizadas del Mediterráneo occidental y que el término no designaría a un pueblo concreto en los escritos antiguos.
Tradicionalmente han sido considerados como un pueblo indígena de la Galia meridional, con el que sucesivamente se mezclaron los iberos y los celtas. Esta posición fue sobre todo defendida por Roget de Belloguet y Camille Jullian. Camille Jullian sostenía la tesis de una considerable expansión ligur (Italia, España, Galia, islas británicas) y, como Henri Hubert, la de una invasión ibera del oeste del territorio ligur. Hay, no obstante, otras hipótesis: en 1866, la de Amédée Thierry de que los ligures llegaron de España en el siglo XVII o XVI a. C. al ser expulsados por pueblos galos. En 1940, la hipótesis de Albert Grenier apuntaba a considerarlos como una población muy próxima a los celtas.

Hasta la segunda mitad del siglo XX fueron presentados como tribus primitivas, colonizados por los griegos a partir del siglo VII a. C., por los celtas a partir del siglo IV a. C., aunque la colonización celta no esté atestiguada ni por las fuentes antiguas, ni por la arqueología. En los años 1970, la realidad de estas invasiones celtas fue puesta en entredicho, sobre todo por Michel Py; después en los años 1980 y años 1990, la noción de aculturación por parte de los griegos fue discutida. En 1999, Danièle e Yves Roman defendieron el principio de las incursiones celtas en Galia meridional, al menos desde el siglo VI a. C., y consideraron a los ligures como un pueblo autóctono en su obra Histoire de la Gaule.
Su expansión tuvo lugar antes de la de los pueblos celtas e itálicos. Fueron desbordados en el siglo VII, por el oeste de su territorio por los iberos, quienes les rechazaron al este del río Hérault, y después hasta el Ródano, pero en la actualidad es vista esta expansión más como la consecuencia de un desarrollo comercial que de una invasión guerrera. La pujanza de la colonia de Massalia hizo recular a la cultura ligur. A continuación, debieron retroceder también ante el avance celta. En Italia, fueron rechazados tanto por los celtas como por los etruscos. Finalmente, fueron definitivamente integrados dentro de la Italia romana por voluntad de Julio César y su territorio encuadrado como Regio IX Liguria, entre las once regiones dentro de la Italia de Augusto.